# Hjortøboen
Die Hjortøboen ist eine dänische Motorfähre, die seit 1976 im regelmäßigen Liniendienst zwischen Svendborg und Hjortø in der Dänischen Südsee (dänisch Sydfynske Øhav) im Einsatz ist.

## Geschichte
Die Fähre wurde bei der Ejvinds Plasticjolle- og Bådeværft in Rantzausminde bei Svendborg gebaut und 1976 geliefert. Der Bootskörper besteht aus glasfaserverstärktem Kunststoff.
Mit dem Dieselmotor mit 100 kW erreicht das Schiff eine Höchstgeschwindigkeit von neun Knoten.
Die Fähre wird von der Reederei I/S Hjortøbåden (Fyns Amt & Svendborg Kommune) betrieben.
In der Sommersaison vom 25. Juni bis 14. August 2016 bediente das Schiff zusätzlich die Strecke Hjortø–Skarø–Avernakø–Drejø–Hjortø, um Urlaubern die Möglichkeit zu geben, ohne den jeweiligen Umweg über Svendborg von Insel zu Insel zu gelangen.
Das Schiff kann für Sonderfahrten nach Birkholm zum Transport größerer Gegenstände wie Baumaterial bestellt werden, die das Postboot Birkholm nicht befördern kann.